# HK G3

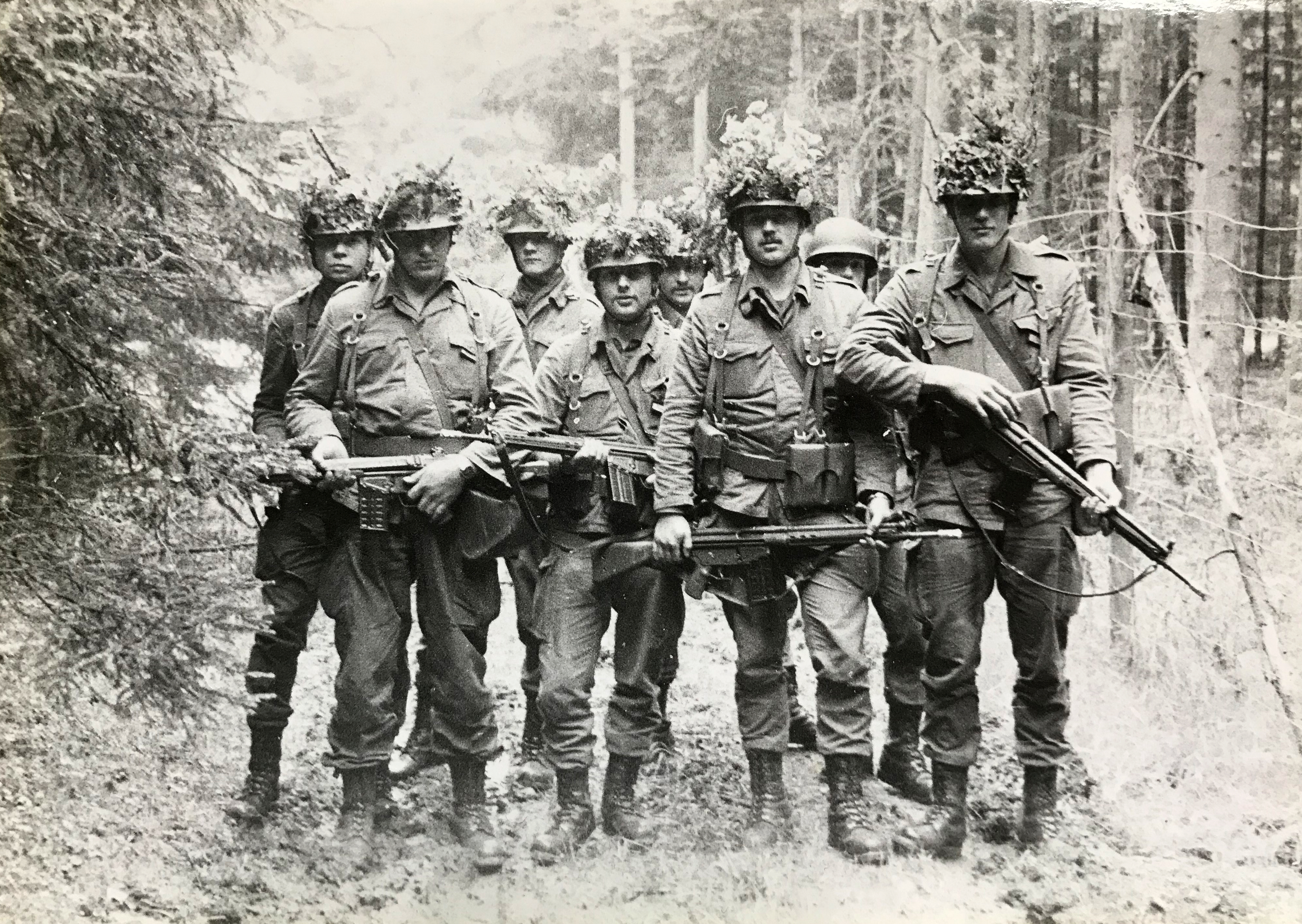
Gruppe von Soldaten der Bundeswehr mit G3 (1983)

Das G3 (Gewehr 3) ist ein Schnellfeuergewehr des deutschen Waffenherstellers Heckler & Koch (HK). Es verwendet die Patrone 7,62 × 51 mm NATO.
Im Jahr 1959 als Standardgewehr (die so genannte „Ordonnanzwaffe“) in der Bundeswehr eingeführt, fand und findet es weiterhin Verwendung in vielen anderen Armeen. Die Waffe wurde im Laufe der Jahre in viele Länder exportiert und in mindestens 15 Ländern in Lizenz gefertigt, wodurch die gebaute Gesamtstückzahl rund 7 Millionen Stück beträgt.

## Geschichte

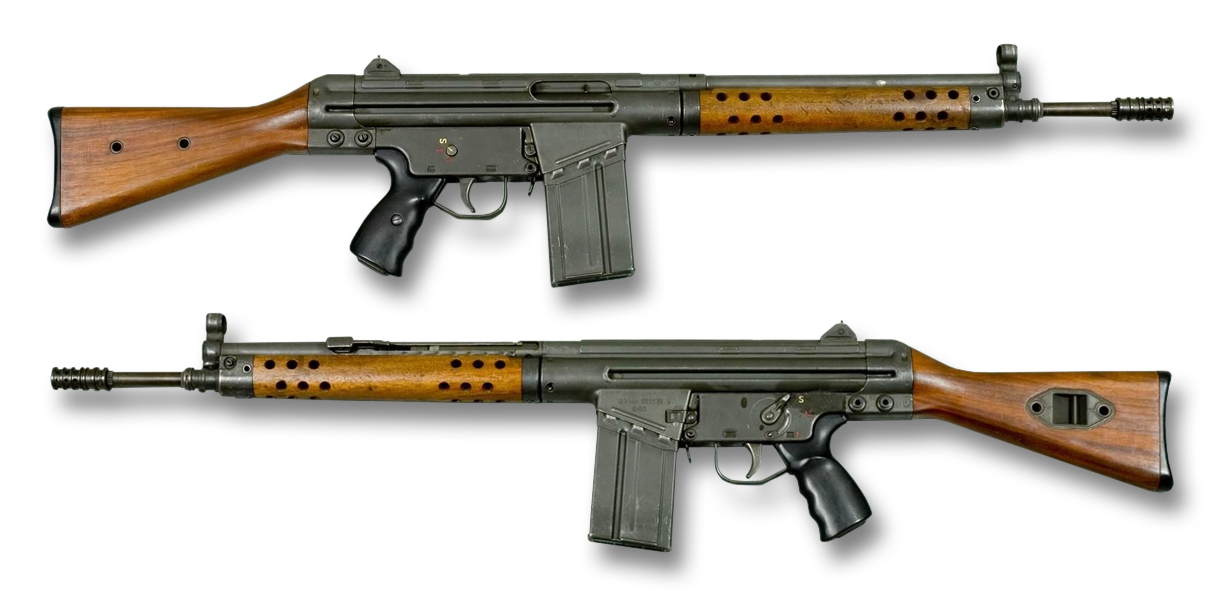
G3, erste Version mit hölzernem Schaft, Handschutz und Klappvisier

Das ursprüngliche Konzept des G3 geht auf die Mauser-Entwicklung des Sturmgewehrs 45 für die Wehrmacht zurück. Erste Prototypen der Mauser-intern zunächst als Gerät 06H bezeichneten Waffe wurden bereits im Frühjahr 1942 erprobt. Beim Konzept des später Sturmgewehr 45(M) genannten Gewehrs handelte es sich im Gegensatz zum in der Wehrmacht eingeführten Sturmgewehr 44 nicht um einen Gasdrucklader, sondern um einen Rückdrucklader mit Rollenverschluss, der aber auf Grund der langwierigen Entwicklungs- und Erprobungsphase erst kurz vor Kriegsende das Prototypenstadium verließ und nicht mehr in Serie produziert wurde. Dies entsprach damit dem Funktionsprinzip des eingeführten MG 42. Angaben in der Literatur zufolge wurden aus den noch produzierten Teilen lediglich etwa 30 Waffen nach Kriegsende unter britischer Aufsicht zu Testzwecken montiert.
Teile der für die damalige Entwicklung verantwortlichen Gruppe unter dem Ingenieur Ludwig Vorgrimler begaben sich im Jahre 1946 nach Frankreich, um dort im Auftrag der Regierung die Entwicklung an dem Gewehrkonzept fortzusetzen. Ergebnis dieser Entwicklung war die 1949 serienreife, als AME 49 oder Carabine Mitrailleuse 1950 bezeichnete Waffe, die jedoch aus finanziellen Gründen von der französischen Armee nicht mehr beschafft wurde. Die Gruppe unter Vorgrimler zog daraufhin 1950 nach Spanien weiter, wo auf Bitten der spanischen Regierung bei der eigens gegründeten Firma CETME („Centro de Estudios Técnicos de Materiales Especiales“) ein Schnellfeuergewehr auf Basis des beweglichen Rollenverschlusses entwickelt werden sollte.
Bei der Entwicklung wurde – wie schon in Frankreich – zunächst eine für Kurzpatronen wie die 7,92 × 33 mm ausgelegte Waffe konzipiert. Ergebnis war eine zunächst im Kaliber 7,92 × 40 mm CETME gefertigte, als Modelo 2 bezeichnete Waffe. Nachdem bereits im Jahre 1953 erste offizielle Kontakte nach Deutschland geknüpft worden waren, unternahm der Bundesgrenzschutz ab 1954 erste Tests des neuen Gewehrs. Bei der offiziellen Vorführung im Januar 1955 stieß das Kaliber jedoch auf Ablehnung. Die deutschen Verantwortlichen forderten die später auch mit dem belgischen FN FAL (G1) eingeführte Patrone 7,62 × 51 mm NATO. Das daraufhin umkalibrierte, als CETME Model A bezeichnete Gewehr wurde vom Herbst 1956 bis Januar 1957 ausführlichen Truppenversuchen bei der mittlerweile neu aufgestellten Bundeswehr unterzogen. Die daraufhin geforderten Veränderungen der ergonomischen Auslegung von Vorder- und Hinterschaft führten zum CETME Model B. Weitere Änderungen der Visiereinrichtung sowie des Pistolengriffes und der Wegfall des ursprünglich geplanten Zweibeins führten schließlich zu einer dem späteren CETME Model C ähnelnden Waffe. Diese sollte bei der Bundeswehr als Gewehr G3 eingeführt werden und dadurch das erst kurz zuvor beschaffte FN FAL ersetzen, nachdem eine deutsche Lizenzfertigung durch die Herstellerfirma FN abgelehnt worden war. Auch beim G3 standen Lizenzprobleme mit der Firma CETME im Weg, die jedoch durch den Erhalt einer Zweitlizenz, im Gegenzug für Munitionslieferaufträge, durch die niederländische Firma Nederlandse Wapen en Munitiefabrik (NWM) gelöst wurden. Dadurch konnte das G3 ab 1959 als Standardbewaffnung der deutschen Bundeswehr mit vermutlich mehr als einer Million Stück eingeführt werden.

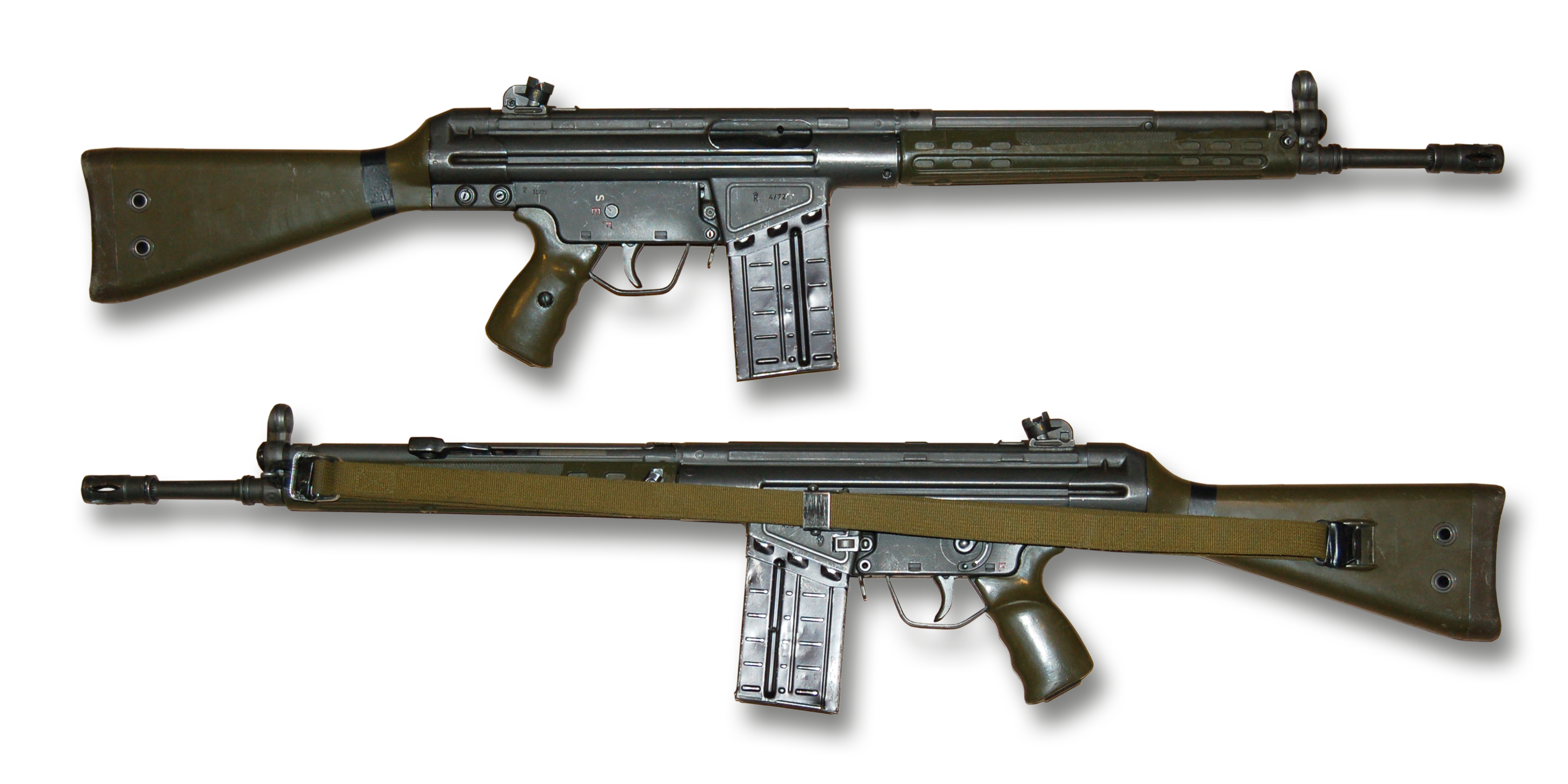
G3, norwegische AG-3-Version mit Schaft und Handschutz aus Kunststoff und Dioptertrommelvisier

Die Waffe wurde im Laufe der Jahre ständig weiterentwickelt. Neben der Einführung weiterer Versionen, beispielsweise mit einer einschiebbaren Schulterstütze, gab es kleinere und größere Modifikationen. So wurden an Vorder- und Hinterschaft Holz- durch Kunststoffbauteile und die ursprüngliche Visiereinrichtung durch die HK-typische Trommelvisierung ersetzt. Dazu kam kurz vor Einführung des G36 bei der Bundeswehr noch eine Überarbeitung in zwei Punkten: Ein Hülsenabweiser sollte abgeschossene Hülsen vom Schützen weg nach vorne/unten lenken, und ein neues Griffstückgehäuse aus Kunststoff ließ den Sicherungshebel besser einrasten.
Nach fast 40-jähriger Nutzung des G3 durch die Bundeswehr wurde im Dezember 1997 die Ablösung durch das neue G36 beschlossen. Im Zuge der Umrüstung wurde ein Großteil der Waffen, zumeist ältere Jahrgänge, seit 2002 vernichtet, um eine ungewollte Verbreitung in Krisenregionen durch nicht mehr nachvollziehbare Folgeverkäufe zu verhindern. Trotzdem befinden sich in den Depots der Bundeswehr auch weiterhin mehrere hunderttausend G3-Gewehre für den Fall der Landesverteidigung, die auch weiterhin gewartet und aktualisiert werden, zum Beispiel durch das Nachrüsten des oben genannten Hülsenabweisers. Außerdem sind auch in den Waffenkammern vieler Bundeswehreinheiten immer noch G3-Gewehre vorhanden und einsatzbereit.

## Beschreibung und Aufbau

### Konzept

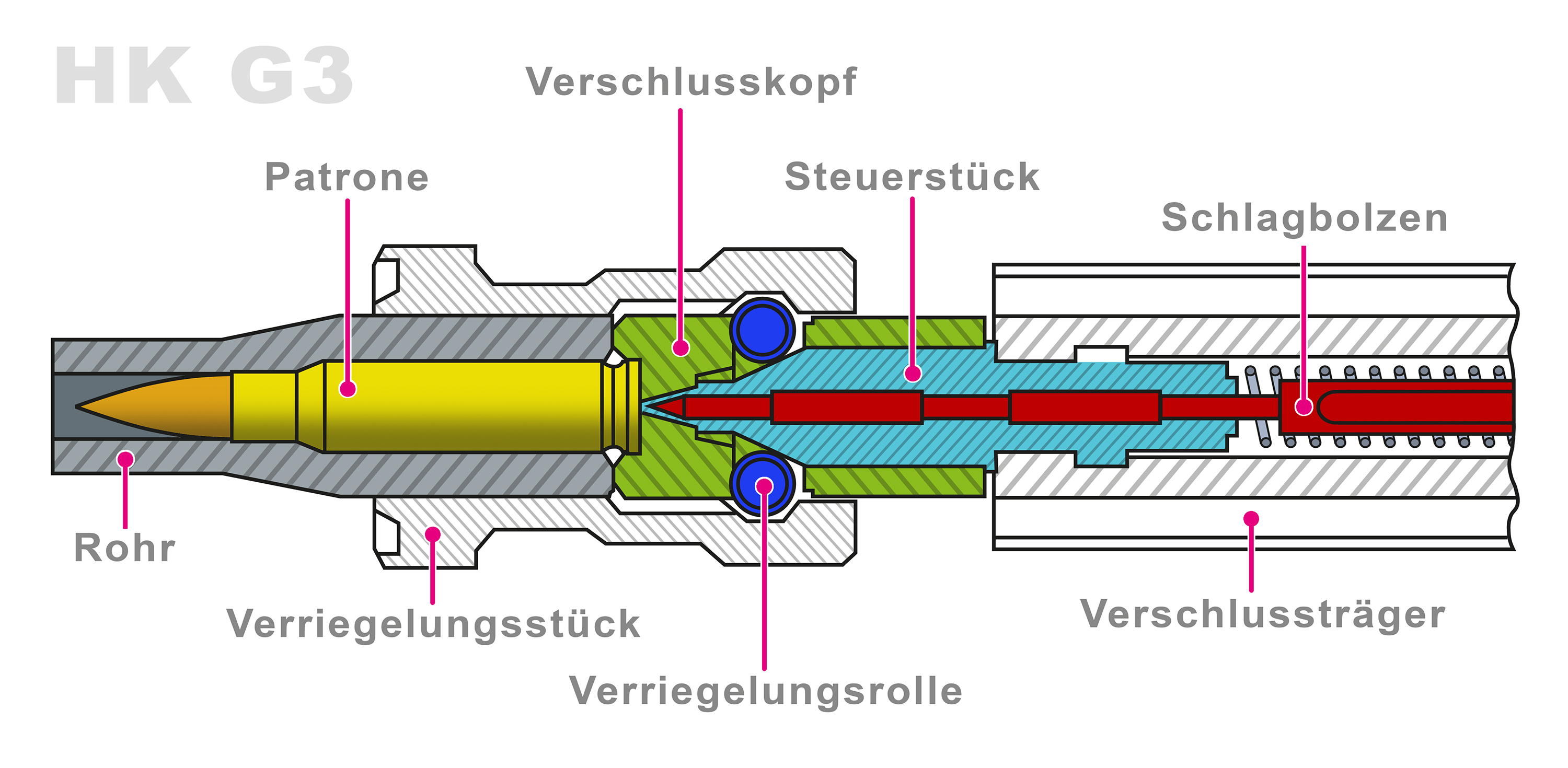
Schnittdarstellung des Verschlusses

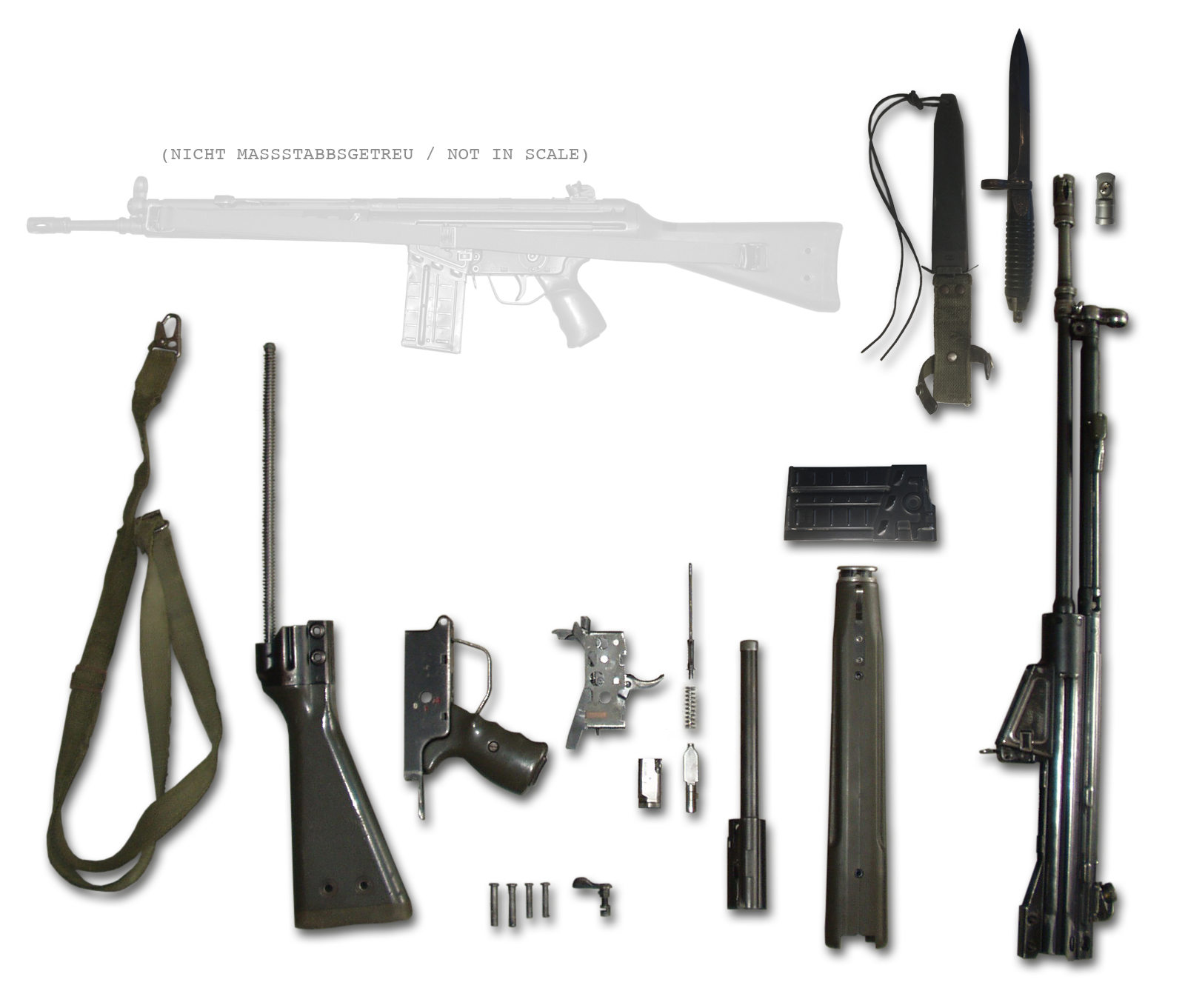
Display-Illustration eines in seine Baugruppen zerlegten („Field strip“) G3 A3 mit weiterem Zubehör

Das G3 ist ein Rückdrucklader (nicht zu verwechseln mit dem Prinzip des Rückstoßladers) mit feststehendem Lauf und beweglich abgestütztem Rollenverschluss. Es kann sowohl Einzelfeuer als auch Dauerfeuer schießen. Die Waffe verwendet zur Patronenzufuhr gerade Stangenmagazine aus Aluminium oder Stahlblech mit 20 Patronen Fassungsvermögen.
Die theoretische Feuergeschwindigkeit beträgt 600 Schuss/min. Je nach Ausführung und verwendeter Munition beträgt die Mündungsgeschwindigkeit etwa 800 m/s bei 2900 bis 3400 Joule Mündungsenergie. Vor Auslieferung durchlief jedes Gewehr Funktionskontrollen und einen Probebeschuss. Dabei wurden mit besonders präzise laborierter Anschussmunition fünf Schüsse auf ein Ziel in 100 Meter Entfernung abgegeben. Der Streukreis der Geschosse durfte dabei nicht größer als 120 Millimeter sein.

### Baugruppen
Wie die meisten Infanteriewaffen kann das G3 mit einfachen Handgriffen ohne Werkzeug in seine Hauptbaugruppen zerlegt werden. Dazu müssen vier Bolzen entfernt werden. Außerdem sind einige der sechs Baugruppen weiter in ihre einzelnen Bauteile zerlegbar:
- Gehäuse mit Rohr, Lade- und Visiereinrichtung
  - Gehäuse mit darin eingepresstem Rohr und Visiereinrichtung (Trommelvisier & Rundkorn)
  - Mündungsfeuerdämpfer, austauschbar gegen Manöverpatronengerät
- Verschluss
  - Verschlussträger
  - Verschlusskopf mit Auszieher
  - Steuerstück
  - Schlagbolzen
  - Schlagbolzenfeder
- Griffstück, vollständig
  - Griffstück
  - Abzugskasten
  - Sicherungshebel
- Schulterstütze mit Bodenstück
- Handschutz
- Magazin

### Repetierbetrieb
Ist die Waffe fertiggeladen, d. h. dem vor dem Lauf befindlichen Patronenlager wurde eine Patrone zugeführt und der Verschluss verriegelt, kann nach dem Entsichern ein Schuss abgegeben werden. Durch Zurückziehen des Abzuges wird das im Abzugskasten integrierte Schlagstück frei und schlägt auf den Schlagbolzen. Dieser trifft auf das Zündhütchen der Patrone, es entzündet die Pulverladung, und die entstehenden Pulvergase treiben das Geschoss durch den Lauf.

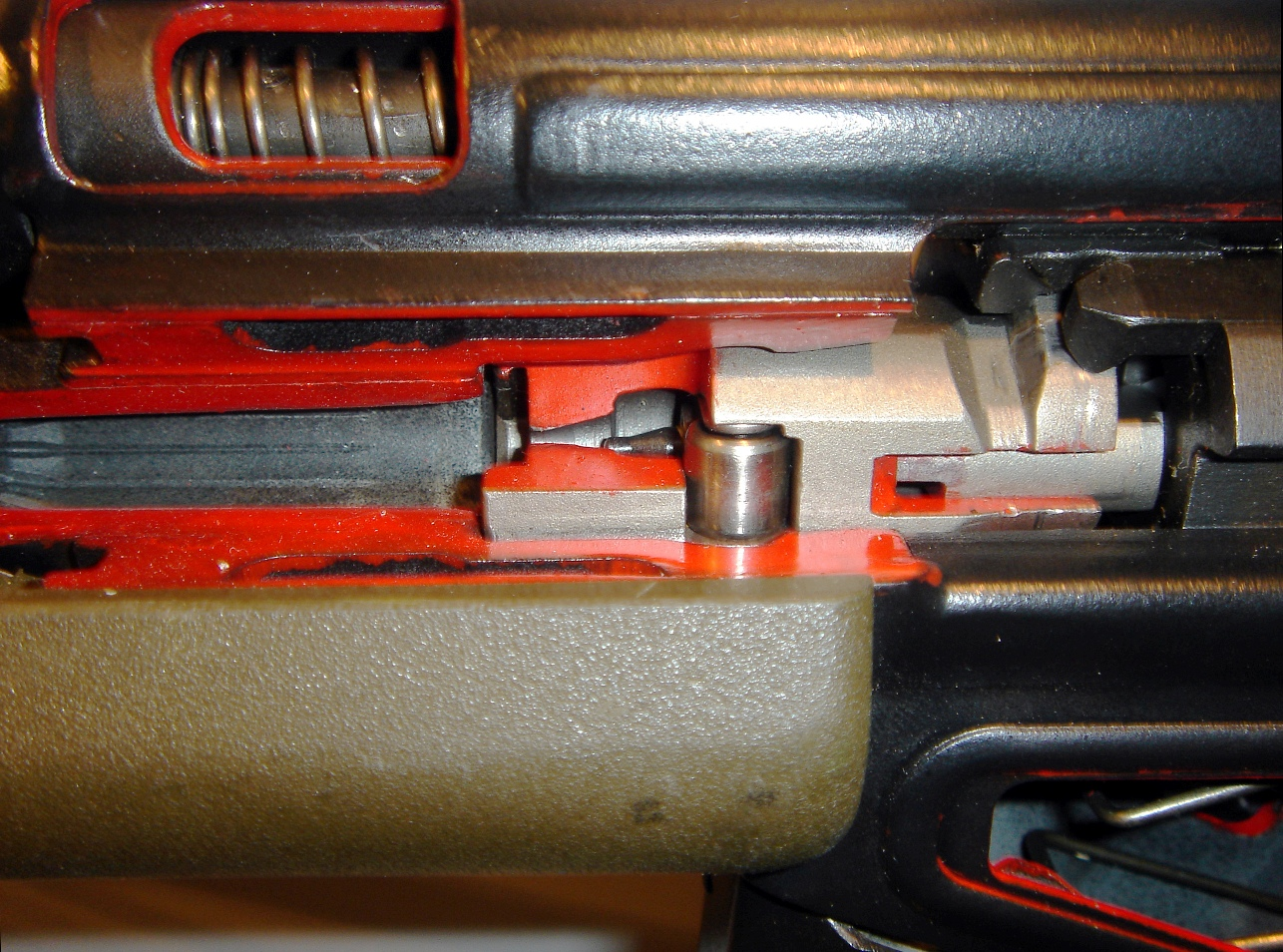
G3, Rollenverschluss (geschlossen) mit Steuerstück im Schnittmodell, Druckausgleichsrillen im Patronenlager sichtbar

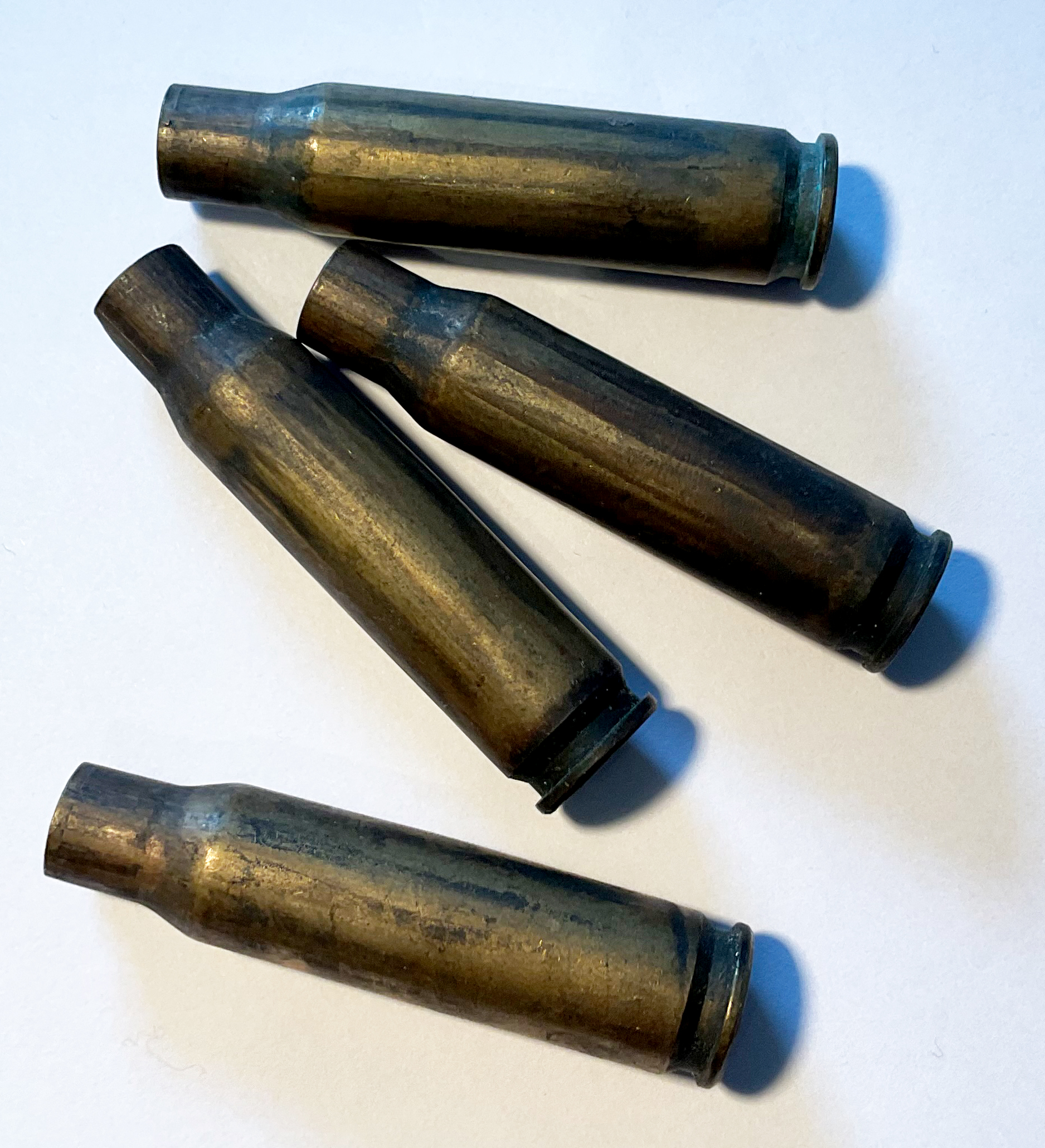
Abgefeuerte G3 Patronenhülsen mit den typischen Schmauchspuren durch die Druckausgleichsrillen

Gleichzeitig drücken die Pulvergase, die wegen des Geschosses im Lauf nicht aus dem ansonsten geschlossenen Laufsystem entweichen können, auf die Patronenhülse. Die dabei auf den Verschlusskopf wirkende Kraft, die eine Rücklaufbewegung desselben zur Folge hat, wird über die im Verschlusskopf integrierten Verschlussrollen zum einen auf das Waffengehäuse, zum anderen über das Steuerstück auf den Verschlussträger übertragen. Speziell abgestimmte Winkelverhältnisse der Flächen des Steuerstückes verzögern dabei den Austritt der Verschlussrollen aus den Widerlagern und damit die Rücklaufbewegung des Verschlusskopfes. Dadurch wird gewährleistet, dass die vom Verschluss abgestützte Hülse den Lauf so lange abdichtet, bis das Geschoss die Laufmündung verlassen hat.

Patronenlager ohne (links) und mit (rechts) Druckausgleichsrillen

Da beim Schuss der Verschlusskopf nicht blockiert ist, sondern kontinuierlich geringfügig nach hinten läuft, muss vermieden werden, dass die Hülse durch den noch hohen Gasdruck zerrissen wird. Dazu werden bei Waffen mit verzögertem Masseverschluss Druckausgleichsrillen in den sich vorne verjüngenden Teil des Patronenlagers eingefräst. Der Außendruck im Patronenlager wird damit dem Innendruck im Hülsenkonus und dem zylindrischen Teil der Hülse angeglichen, was das Ausziehen der Hülse erleichtert.
Nach vollständigem Eintritt der Verschlussrollen in den Verschlusskopf gleitet der Verschluss im Waffengehäuse weiter nach hinten. Dabei wird die Patronenhülse über den im Verschlusskopf integrierten Auszieher aus dem Patronenlager des Rohres gezogen. Die Patronenhülse läuft mit ihrem Boden gegen einen links unten feststehenden Auswerfer und wird seitlich nach rechts oben ausgeworfen.

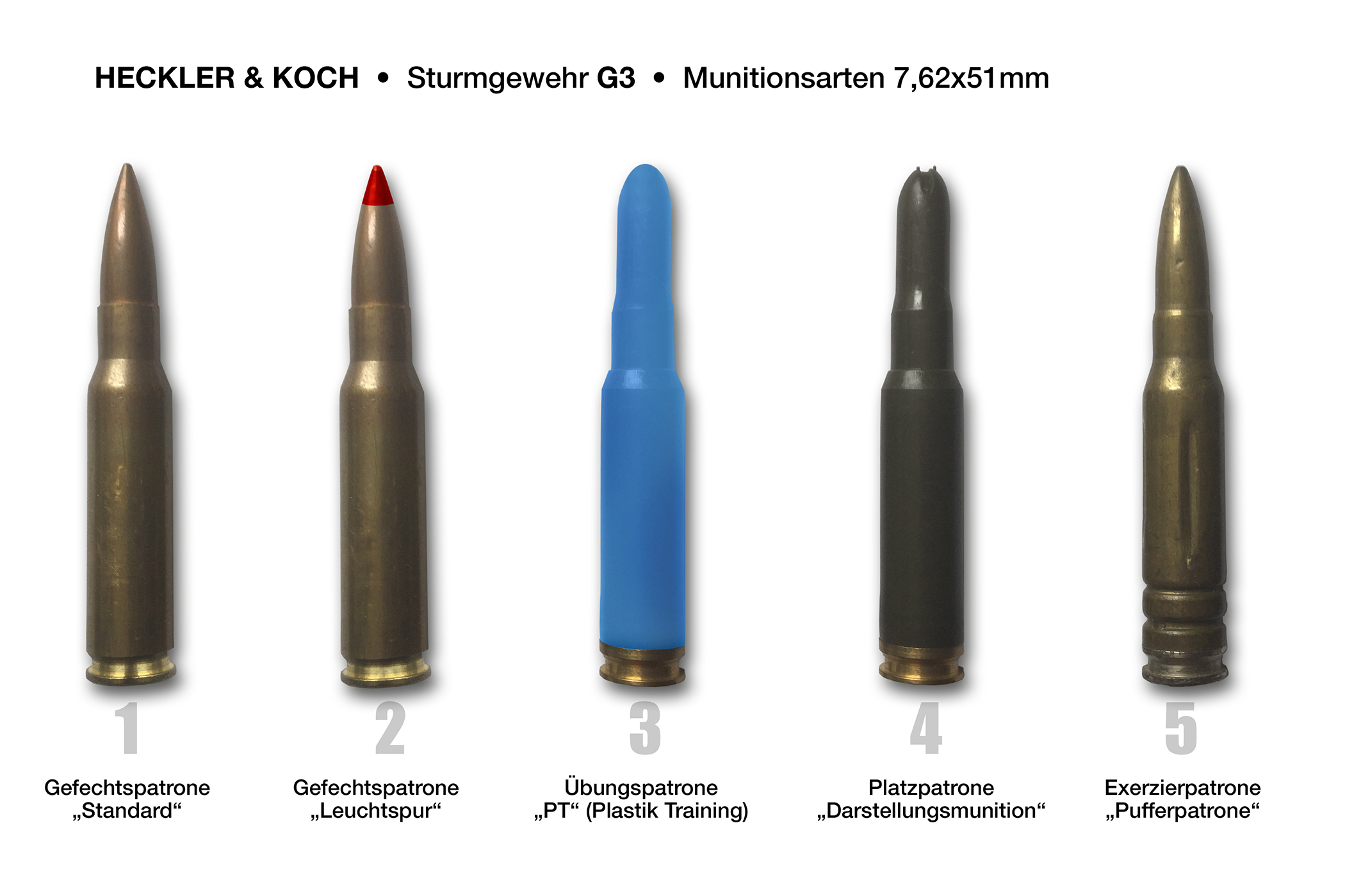
Für das HKG3 bei der Bundeswehr verwendete Munitionsarten im Kaliber 7,62 × 51 mm NATO

Der weiter zurücklaufende Verschlussträger drückt den Schlaghahn nach unten in dessen Ausgangsstellung, wo er in eine Fangklinke einrastet. Gleichzeitig wird die Schließfeder gespannt und dadurch die restliche Rücklaufenergie des Verschlusses aufgenommen und gespeichert. In der hintersten Position wird der offene Mittelbereich zwischen den Lippen des Magazins freigegeben und der Druck der Magazinfeder schiebt die oberste Patrone gegen eine der beiden Magazinlippen. Die gespannte Schließfeder drückt den Verschlussträger wieder nach vorne in die Ausgangsstellung, wobei durch die Vorderkante des Verschlusskopfes eine neue Patrone aus dem Magazin in das Patronenlager geschoben wird. Der Hülsenboden rutscht in die zylindrische Einsenkung des Verschlusskopfes, und der gefederte Auszieher greift dabei in die Ausziehrille der Patrone. Die Verschlussrollen werden durch die schrägen Flächen des Steuerstückes aus dem Verschlusskopf heraus in die sogenannten Abstützflächen des Waffengehäuses gedrückt und verriegeln damit den Verschluss. Dadurch ist die Waffe wieder schussbereit.
Beim Einzelschuss wird das Schlagstück nach dem Rücklaufprozess von einer Fangklinke in seiner gespannten Stellung gehalten. In der Einstellung des Sicherungshebels „F“ (Feuerstoß, d. h. Dauerfeuer) wird die Fangklinke und damit der Hahn beim Verriegeln des Verschlusskopfes sofort wieder frei gegeben. Die Schussabfolge wiederholt sich so lange, bis der Abzug losgelassen wird oder die im Magazin befindliche Munition komplett verschossen ist.

## Zubehör

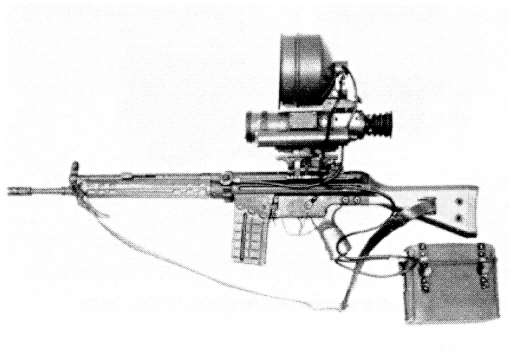
G3 mit aktivem Infrarotzielgerät Eltro B8-V

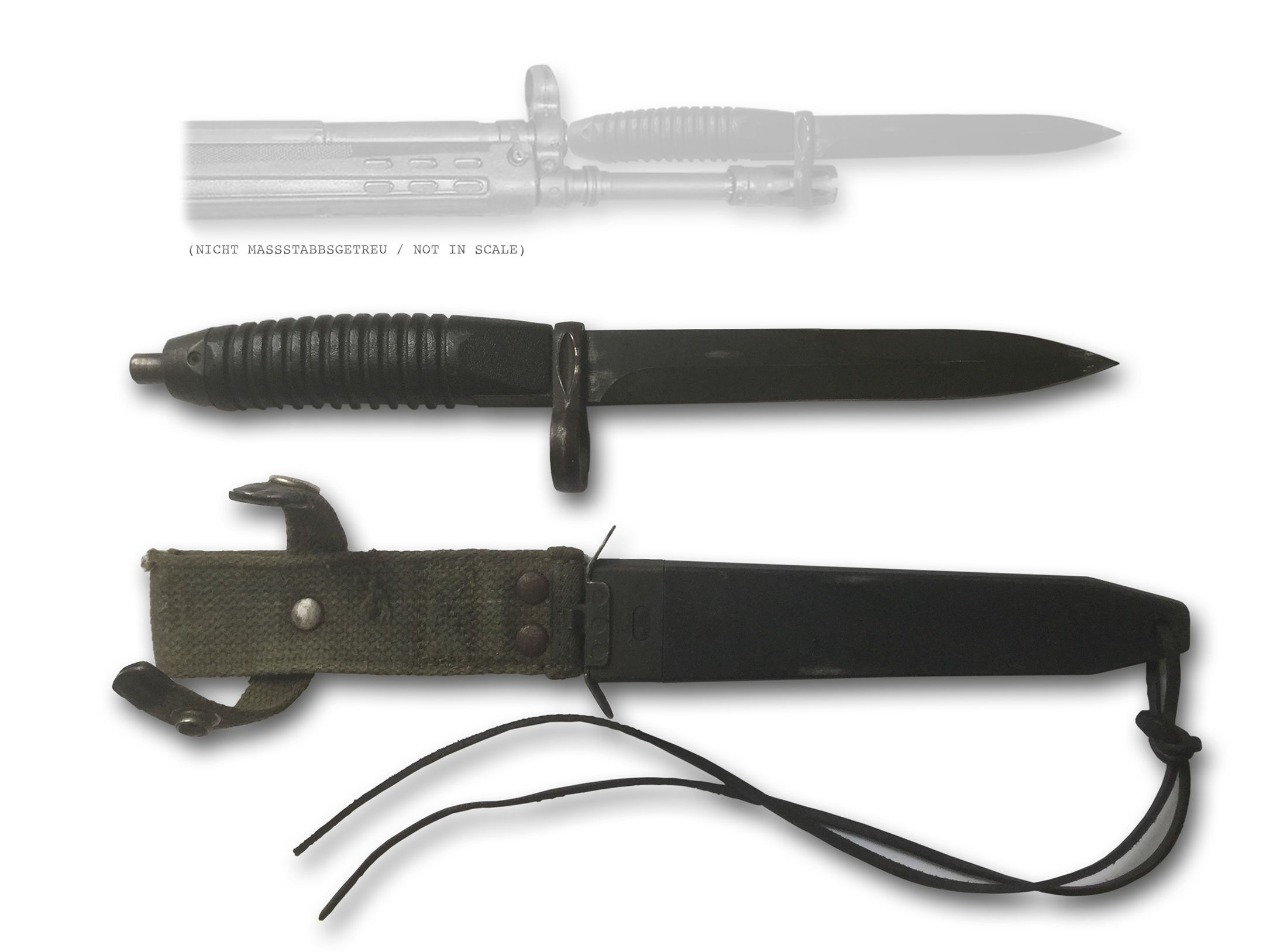
G3-Bajonett mit Scheide (BW-Ausführung)

Die Bundeswehr benutzte neben einem durch eine Klemmmontage montierbaren 4-fach-Zielfernrohr als weitere Optik ein „Infrarot-Zielgerät für Handwaffen“, später abgelöst vom „Bildverstärker-Zielfernrohr“. Für die Schießausbildung gibt es einen Einstecklauf mit Übungsverschluss im Kaliber 5,6 × 15 mm (.22 lfB).
Als weiteres Zubehör gibt es ein Bajonett. Es wurde nie flächendeckend an die Truppe ausgegeben, war aber in den frühen 1980ern durchaus im sog. „Kasernen-Bestand“. Die Klinge ist an den Seiten stumpf, weist also keinerlei Schneide auf, und ist als reine Stichwaffe ausgelegt. Schleifen zur Erzeugung von Schneiden und/oder die Entfernung der mattschwarzen Beschichtung (gegen Lichtreflexion/Blendwirkung) war untersagt. Vereinzelt wurde das Bajonett bei manchen Einheiten (z. B. Schwimmbrücken-Pioniere / M-Bootfahrer) in Eigeninitiative ausgegeben/beschafft, um (dann mit geschliffener Klinge) als „Arbeitsmesser“ z. B. Seile und Taue zu zertrennen. Zur Montage an der Waffe muss diese mit einem Bajonettadapter ausgestattet werden.
Der Granatwerfer HK79 im Kaliber 40 mm kann anstelle des Handschutzes angebracht werden. Dieser wurde bei der Bundeswehr ebenfalls nicht eingeführt. Alle Waffen mit langem Lauf können jedoch Gewehrgranaten verschießen. Dafür wird eine Treibladungspatrone von Hand über das Patronenauswurffenster dem Patronenlager zugeführt und eine mit einem Visier versehene Gewehrgranate auf den Mündungsfeuerdämpfer aufgeschoben. Zum Abfeuern musste eine spezielle kniende Haltung eingenommen werden, um den starken Rückstoß abzufangen. Die Waffe durfte nicht mit der Schulterstütze eingezogen werden, der Pistolengriff nicht umfasst und der Abzugsfinger nicht durch den Schutzbügel gesteckt werden, um Verletzungen zu vermeiden.
Das am meisten gelieferte Zubehör sind primär Trageriemen und das Manöverpatronengerät. Letzteres ist notwendig, da die bei Übungen benutzten Platzpatronen wegen des fehlenden Geschosses, das den Druck innerhalb des Laufs kurzzeitig erhöht, kein ausreichender Gasdruck erreicht werden kann, um eine einwandfreie Funktion des Verschlusssystems zu gewährleisten.

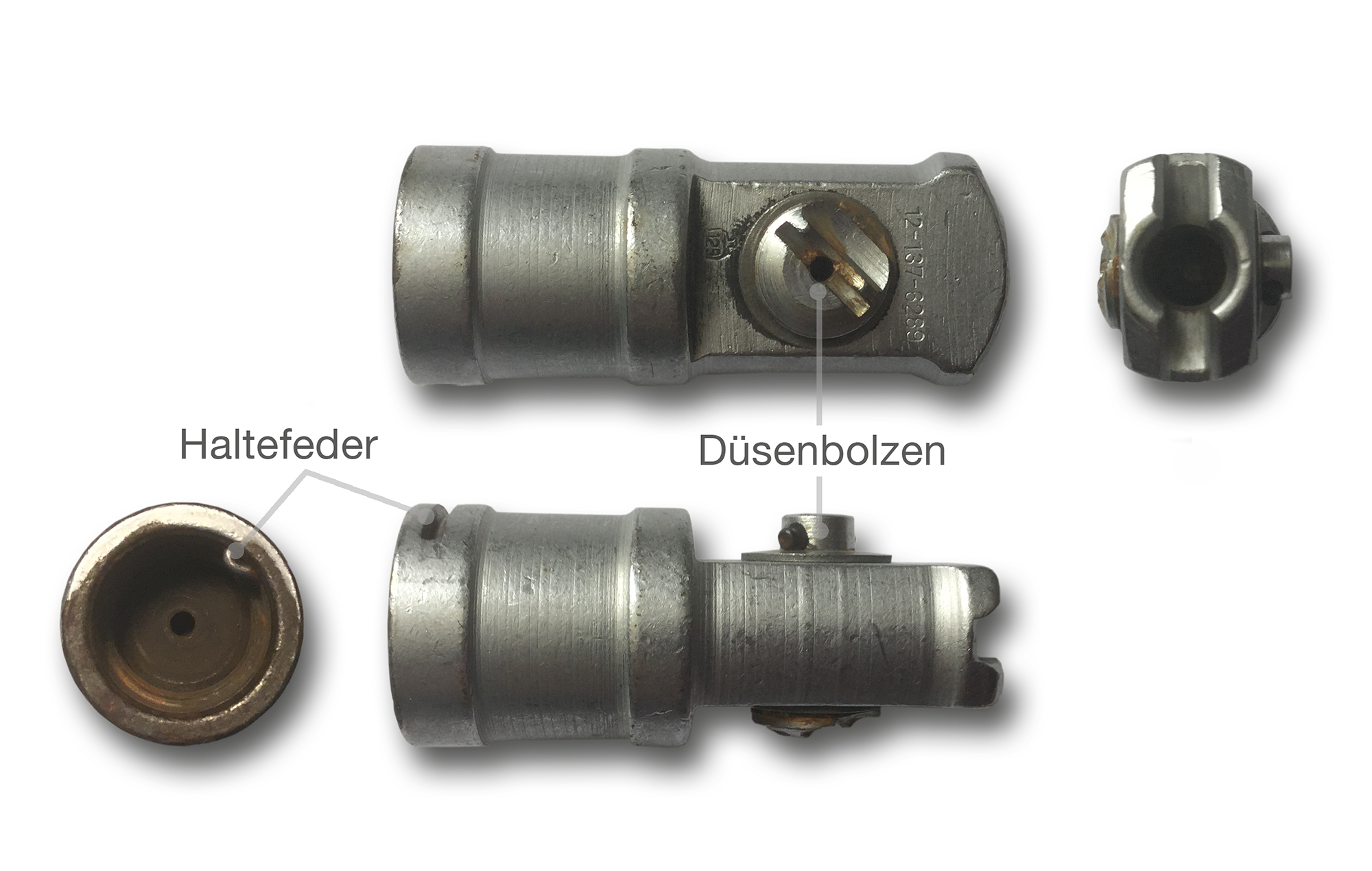
Manöverpatronengerät für das G3

Für bestimmte Schießvorhaben (z. B. für das sogenannte verkürzte Schießen auf Truppenübungsplätzen) kann der Originalverschluss des G3 durch einen unverriegelten Masseverschluss ersetzt werden. Dieser ist ausschließlich für den Verschuss von Übungsmunition (lichtblau eingefärbte Kunststoffpatrone mit Messingboden) im Kaliber 7,62 × 51 mm vorgesehen; ein Verschuss von Gefechtsmunition ist nicht möglich. Der „Übungsverschluss G3“ ist dementsprechend mit einem Stempel „ÜB“ versehen.

## Modellvarianten
Beim Einschießen wurden besonders präzise Gewehre mit einem Streukreis von 80 Millimetern und weniger werksseitig mit einem 4-fach-Zielfernrohr versehen und als G3 A3 ZF ausgeliefert. Während diese Modellvariante ansonsten ein standardmäßiges G3 A3 ist, handelt es sich bei der Version G3 SG 1 um eine modifizierte Waffe. Auch hier wurden besonders gut schießende Waffen aus der Serienproduktion entnommen, aber modifiziert: Der Abzug verfügt über einen Stecher mit Abzugsstopp, der Kolben besitzt eine Wangenauflage, und es wird ein Handschutz mit montiertem Zweibein verwendet. Des Weiteren wird beim G3 SG 1 ein fest montiertes, verstellbares 1,5- bis 6-fach vergrößerndes Zielfernrohr verwendet.
- HK G3, Ur-Version mit Schulterstütze aus Holz und Klappvisier.
- HK G3 A1, Version des G3 mit einschiebbarer Metallschulterstütze[9].
- HK G3 A2, Version mit fester Schulterstütze und neuem, drehbarem Dioptertrommelvisier.
- HK G3 A3, Version mit fester Schulterstütze und Handschutz aus Kunststoff und freischwingendem Lauf.
- HK G3 A3 ZF, Zielfernrohrgewehr aus Serienproduktion.
- HK G3 A4, Version des G3 A3 mit einschiebbarer Metallschulterstütze.
- HK G3 SG 1, Scharfschützengewehr mit Stecher, Zielfernrohr und Zweibein.
- HK G3 DMR, ein leistungsgesteigertes G3 SG1 mit höhen- und längenverstellbarer Schulterstütze, Zweibein und Sturmgriff.
- HK G3 K, Version mit kurzem (315 mm) Lauf und einschiebbarer Schulterstütze.
- HK G3 TGS, Bezeichnung für ein G3 mit montiertem 40-mm-Granatwerfer HK 79.
- HK 41, halbautomatisches Reservistengewehr.
- HK 91, halbautomatisches HK41-Exportmodell (hauptsächlich für den US-Markt).
- HK SL7, halbautomatisches Sportschützen- und Jagdgewehr mit Holzschäftung.
- MC 51, vom britischen Hersteller FR Ordnance gefertigte Kompaktversion, ähnlich dem HK 53.[10]
- POF G3M, Lizenzversion des G3 der Pakistan Ordnance Factories mit 450 mm Gesamtlänge, verändertem Mündungsfeuerdämpfer und Picatinny-Schiene[11]

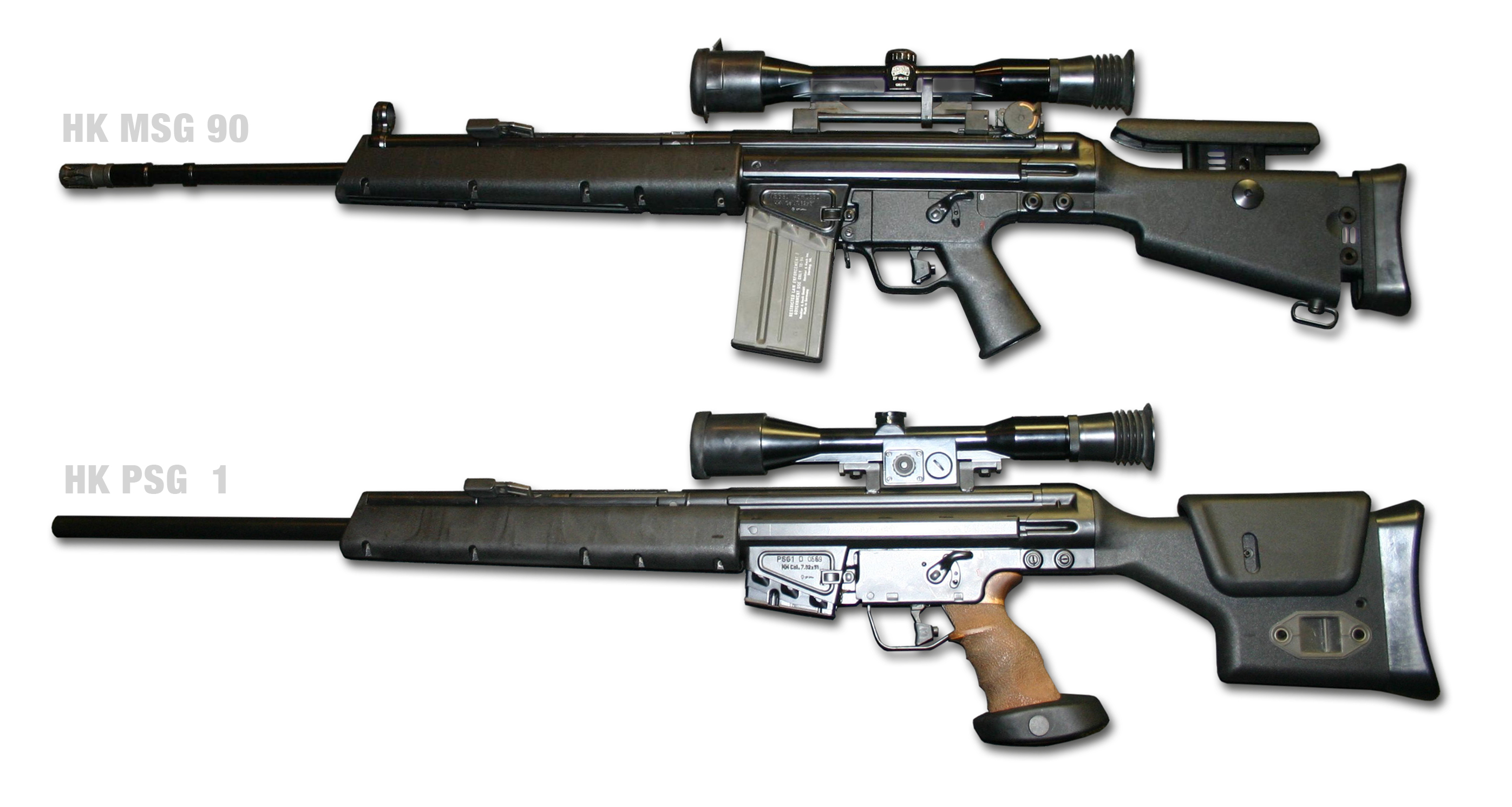
Scharfschützengewehre MSG90 und PSG1

Die bei Heckler & Koch als „Sonderwaffen“ geführten und auch nach Produktionseinstellung des G3 weiterhin hergestellten Scharfschützengewehre MSG90 / MSG3 und PSG 1 basieren auf dem stark modifizierten G3-Gehäusesystem.
Mit Stand 2013 werden von verschiedensten Herstellern zivile, für Sportschützen und Jäger erwerbbare Selbstladegewehre angeboten, die auf der HK41-Version des G3 basieren. Durch Modifikation am Griffstück und Verschluss ist es bei diesen Gewehren nicht möglich, Teile aus vollautomatisch funktionierenden G3 einzusetzen, um somit den Rückbau in eine für Zivilisten verbotene Kriegswaffe auszuschließen.

## Einsatz

### Afghanistan

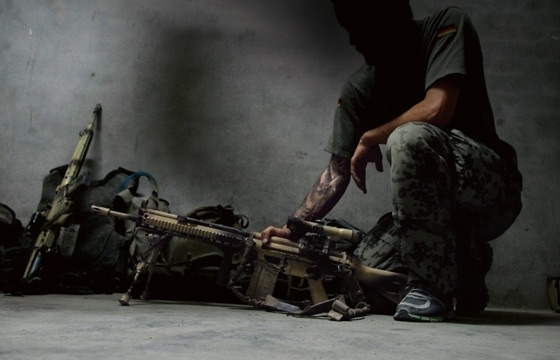
Bundeswehrsoldat eines Zielfernrohrschützentrupps in Chahar Darreh, Kunduz, mit einem angepassten G3ZF

Das G3 DMR wird von den Zielfernrohrschützentrupps der Bundeswehr wieder verwendet, um Ziele auf Entfernungen bis zu 600 m zu bekämpfen oder um Unterdrückungsfeuer auf bis zu 800 m zu leisten. Die Änderungen an der Waffe umfassen ein Schmidt & Bender 3–12 × 50PMII auf STANAG-Spannmontage, Handschutz mit Picatinny-Schiene für LLM01, Harris-Zweibein und Sturmgriff sowie ein auf Einzelfeuer gesperrtes Griffstück. Die G3 DMR dienen bei der Bundeswehr als Lückenschluss zwischen G36 und G22.

### Saudi-Arabien
Saudi-Arabien besitzt seit 2008 eine Lizenz zur Herstellung des G3 für den eigenen militärischen Bedarf. Im April 2015 gab das Land jedoch Gewehre dieses Typs zur Unterstützung der Milizen im Kampf gegen die Huthi-Rebellen weiter, indem es sie über dem Flughafen Aden abwarf. Das Wirtschaftsministerium der Deutschen Bundesregierung räumte daraufhin ein, eine „physische Endverbleibskontrolle der in Saudi-Arabien gefertigten G3 und G36“, zu dem das Land ebenfalls im Besitz von Lizenzen ist, sei „auf Basis der zugrundeliegenden Genehmigungen nicht möglich“.

### Weltweiter Einsatz in bewaffneten Konflikten über den „Zweitmarkt“
Das HK G3 ist nach dem AK-47 von Kalaschnikow eines der am weitest verbreiteten Sturm- bzw. Schnellfeuergewehre weltweit. Neben der lizenzierten Weitergabe findet es über den internationalen Waffenhandel seinen Weg zu den verschiedensten Konfliktherden weltweit. 2008 sollen ca. 10 Millionen HK G3 im Einsatz gewesen sein. Ein Überblick ohne Anspruch auf Vollständigkeit:

#### 1960er Jahre
- Bewaffnete Konflikte in Myanmar (1948 bis Heute)[16]
- Portugiesischer Kolonialkrieg (1961–1974)[17]
- Papuakonflikt  (1962 bis Heute)[18]
- Nordirlandkonflikt (späte 1960er bis 1998)[19]
- Bewaffneter Konflikt in Kolumbien (1964 bis Heute)[19]
- Busch-Bürgerkrieg in Rhodesien (1964–1979)[20][21]
- Zweiter Indisch-Pakistanischer Krieg (1965)[22]
- Südafrikanischer Grenzkrieg (1966–1990)[23]
- Biafra-Krieg (1967–1970)[24]
- Fußballkrieg (1969)[25]

#### 1970er Jahre
- Bangladesch-Krieg (1971)[26]
- Dritter Indisch-Pakistanischer Krieg (1971)[22]
- Libanesischer Bürgerkrieg (1975–1990)[27][28]
- Nicaraguanische Revolution (1978–1990)[29]
- Konflikt zwischen der Republik Türkei und der PKK (1978 bis Heute)[30]
- Bürgerkrieg in El Salvador (1979–1992)[29][31]

#### 1980er Jahre
- Erster Golfkrieg (1980–1988)[32][33]
- Putschversuch auf den Seychellen (1981)[34]
- Zweiter sudanesischer Bürgerkrieg (1983–2005)[35]
- LRA-Konflikt (1987 bis Heute)[36]
- Bürgerkrieg in Liberia (1989–1997)[37]

#### 1990er Jahre
- 2. Tuareg-Rebellion (1990–1995)[38]
- Jugoslawienkriege (1991–2001)[39]
- Bürgerkrieg in der Republik Kongo (1997–1999)[40]
- Kargil-Krieg (1999)[41]

#### 2000er Jahre
- Krieg in Afghanistan (2001–2021)[42]
- Irakkrieg (2003–2011)[43]
- Dritter Kongokrieg (2006–2009)[44]
- Konflikt in Nordwest-Pakistan  (2004 bis Heute)
- Bürgerkrieg in Somalia[45]

#### 2010er Jahre
- Bewaffneter Konflikt um die Kontrolle über die Favelas im Großraum Rio de Janeiro (2010 bis Heute)[46][47][48]
- Libyen-Krise: Bürgerkrieg (2011) und Bürgerkrieg (seit 2014)
- Syrischer Bürgerkrieg (seit 2011)[49][28]
- Bürgerkrieg im Südsudan (2013–2018)[50][45]
- Bürgerkrieg im Jemen (2014 bis Heute)[49]

#### 2020er Jahre
- Aufstand und Unruhen im Südosten Nigerias (2021 bis Heute)[51]
- Bewaffnete Konflikte in Myanmar (2021 bis Heute)[52][53]
- Russischer Überfall auf die Ukraine (seit 2022)[54]

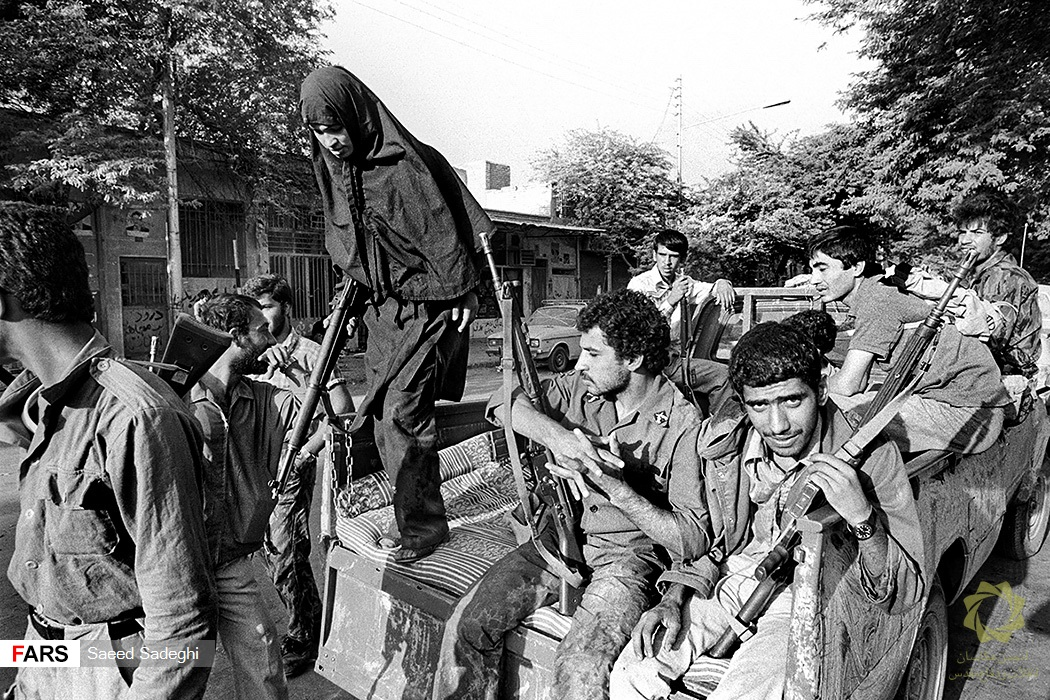
Iran (1980)
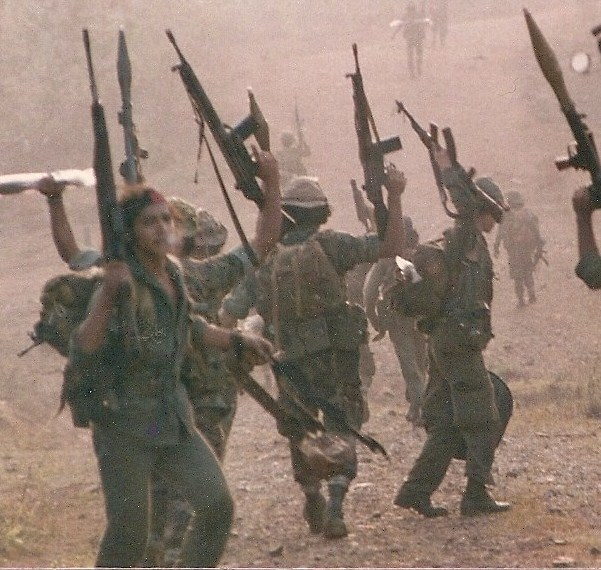
Nicaragua (1987)
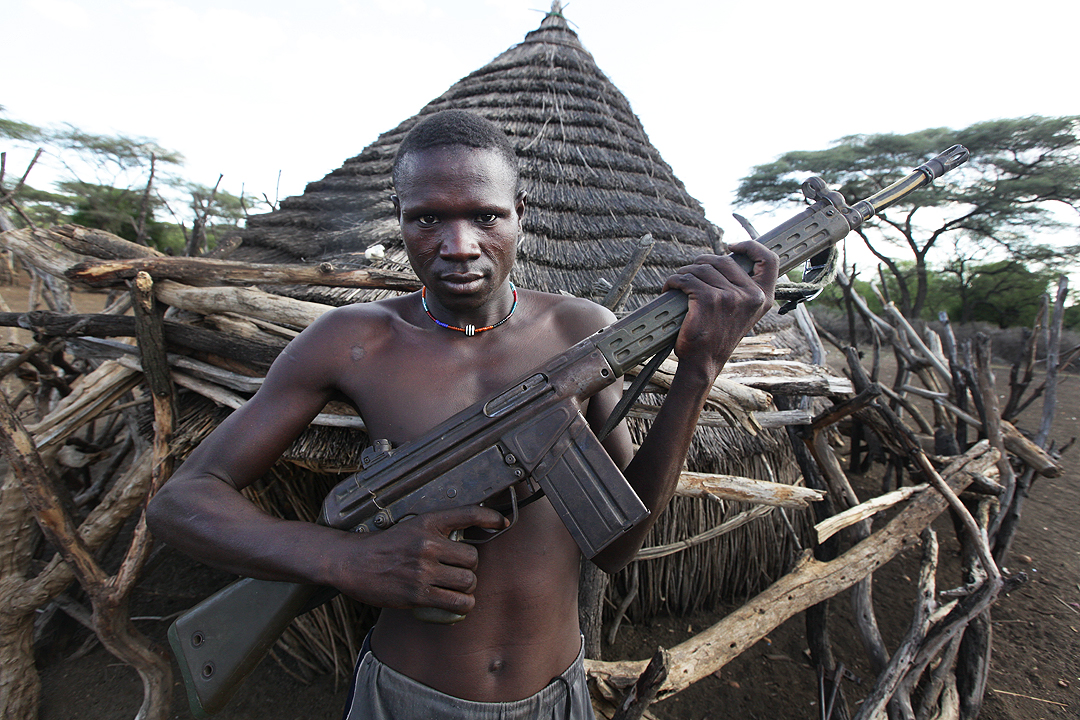
Süd-Sudan (2011)
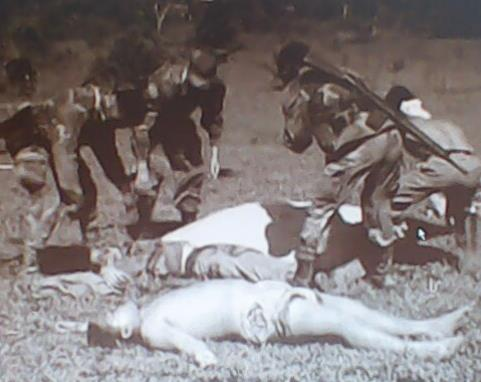
Kolumbien (1996)
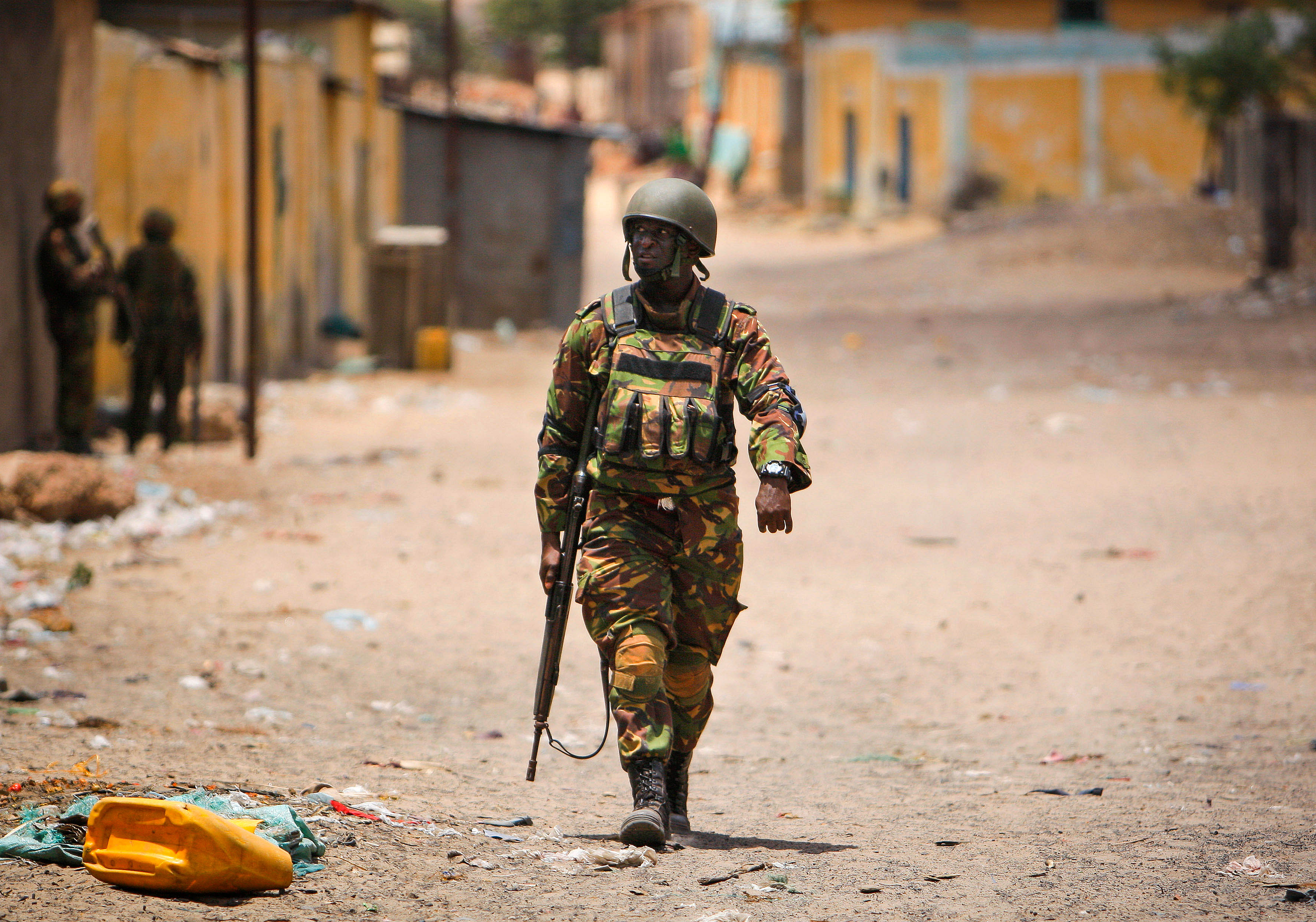
Somalia (2012)
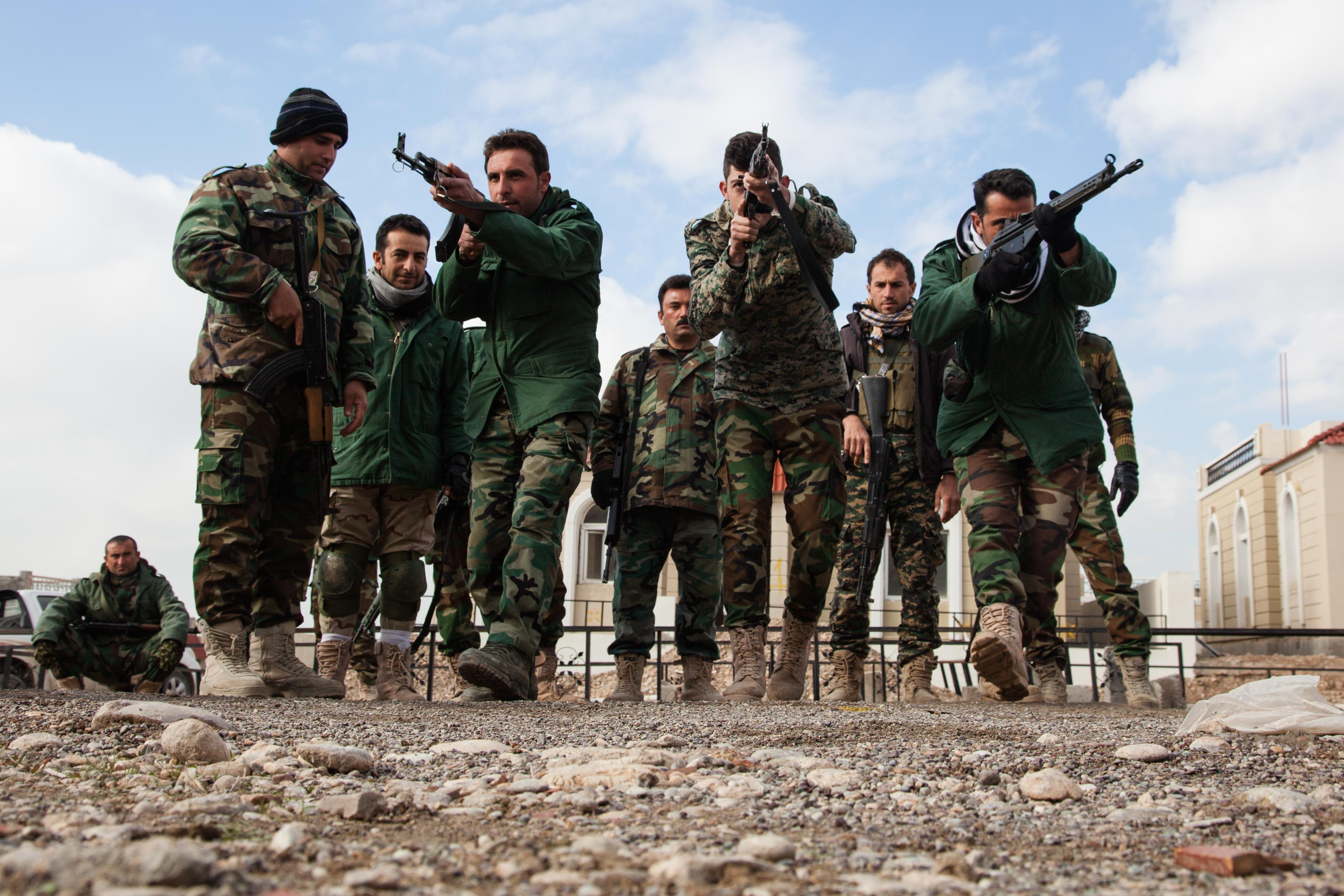
Irak (2016)

## Nutzer

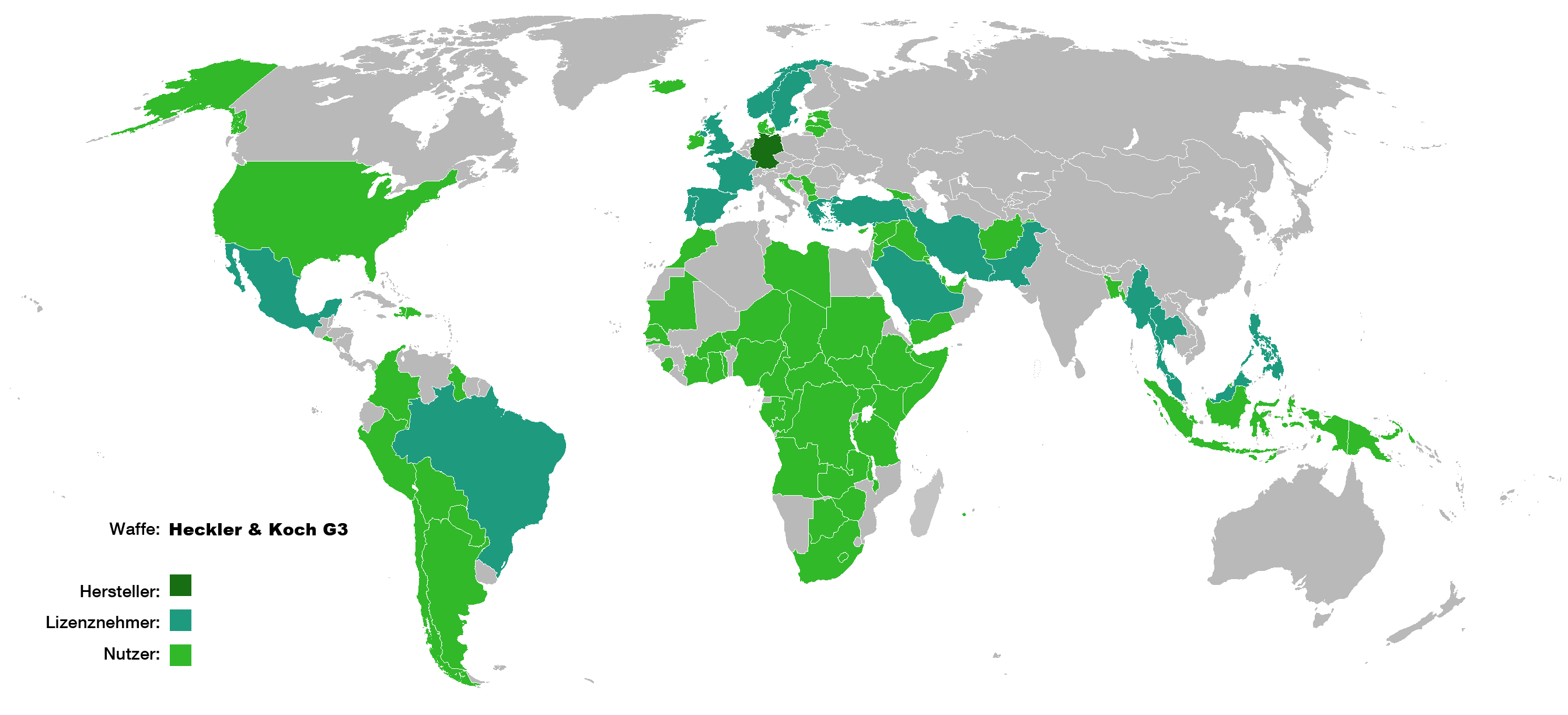
Weltweite Verbreitung des HK G3

Das G3 und seine Versionen wurde in mindestens 80 Länder exportiert. Außerdem wurde es in Burma, Dänemark (Gv M/75), Frankreich, Griechenland, Großbritannien, Iran, Malaysia, Mexiko, Norwegen (AG-3), Pakistan, Portugal (M1961), Saudi-Arabien, dem Sudan, Schweden (Ak4) und der Türkei in Lizenz hergestellt. In den meisten dieser Länder wurde neben dem Militär auch die Polizei mit dieser Waffe ausgerüstet. Um die Jahrtausendwende zählte das G3, von dem etwa 7 Millionen Exemplare hergestellt wurden, mit weitem Abstand hinter der Kalaschnikow (70 bis 100 Millionen Exemplare) und neben dem M16 sowie dem FN FAL zu den weltweit meistproduzierten militärischen Schnellfeuergewehren.
Im Iran werden verschiedene Typen des G3 von der Firma Defense Industries Organization in unbekannter Menge hergestellt und weltweit vertrieben.
In der Bundesrepublik wurde die Waffe auch bei der Landes- und Bundespolizei eingeführt. Beim Zollgrenzdienst ersetzte das G3 ab 1974 den bis dahin geführten Karabiner ZK 52. Zur Waffe gehörte serienmäßig ein Einstecksystem im Kaliber .22lfB. Bisher wohl noch kaum bei Schusswechseln mit Straftätern eingesetzt, wird sie wegen der gegenüber der Pistolenmunition stärkeren Energieabgabe hin und wieder zum Beispiel zum Töten von entlaufenem Nutzvieh benutzt. Auch bei der Justiz war und ist das G3 als Waffe zur Bewachung von Justizvollzugsanstalten im Einsatz. Einige Länder haben sie jedoch mittlerweile durch eine semiautomatische Variante des G36 ersetzt (z. B. Brandenburg, Sachsen).
Im Jahr 1961 wurden 10.000 G3 nach Burma (heute Myanmar) exportiert, weitere 12.000 G3 wurden in weiteren Exporttranchen geliefert. Burma erhielt in den 1960ern eine Produktionslizenz und produzierte das G3 unter der Bezeichnung BA 72 bzw. Burma Army 72. Weitere Versionen waren das BA/Burma Army 63 mit einziehbarem Schaft und das BA/Burma Army 100 als Lizenzversion des G3A3ZF. Das G3 war von den 1960er bis zu den 1990er Jahren das Standardgewehr der burmesischen Streitkräfte.
| Jahr der Lizenzvergabe | Lizenzempfänger | Produzent/Standort                                                                                                 |
| ---------------------- | --------------- | --- |
| 1961                   | Portugal        | Fabrica de Braço de Prata (FBDP) Industrias Nacionais de Defesa EP                                                 |
| 1963                   | Pakistan        | Pakistan Ordnance Factory (POF)                                                                                    |
| 1964                   | Schweden        | FFV (als Automatkarbin 4 (Ak 4))                                                                                   |
| 1967                   | Norwegen        | Norsk Fors |
| 1967                   | Iran            | MWF, Mosalsalsasi                                                                                                  |
| 1967                   | Türkei          | MKE |
| 1969                   | Saudi-Arabien   | Al-Khardi A. |
| 1970                   | Frankreich      | MAS |
| 1970                   | Großbritannien  | Royal Small Arms Factory, Enfield                                                                                  |
| 1971                   | Thailand        | AWPC |
| 1976                   | Brasilien       | – |
| 1977                   | Griechenland    | Hellenic Arms Industry (EBO), firmiert seit dem Zusammenschluss 2014 mit PYRKAL als Hellenic Defence Systems (EAS) |
| 1979                   | Mexiko          | Fabrica de Armas                                                                                                   |
| 1981                   | Myanmar (Burma) | Staatliches Werk                                                                                                   |
| –                      | Philippinen     | – |
| –                      | Malaysia        | Munora Holdings |

Quellen:

### Kontroverse um Produktionslizenzen
Aufgrund der Vergabe von G3-Produktionslizenzen an 15 Länder, darunter auch den Iran und Myanmar, wurde Heckler & Koch mehrmals scharf kritisiert. Im Jahr 1989 konstatierte das von Jürgen Grässlin gegründete Rüstungs-Informationsbüro Oberndorf, es gebe „wohl kaum noch ein Land der Dritten Welt ohne G-3-Gewehre“. Die Exportgenehmigungen werden von dem unter Ausschluss der Öffentlichkeit tagenden Bundessicherheitsrat der Bundesregierung erteilt.

## Sonstiges
- Ein G3 als zerbrochenes Gewehr wird von der Organisation Deutsche Friedensgesellschaft – Vereinigte KriegsdienstgegnerInnen in deren Logo genutzt.
- In der Wehrtechnischen Studiensammlung Koblenz ist eine Experimentalkonstruktion von vier auf Sockellafette montierten Gewehren G3 zur Fliegerabwehr ausgestellt. Eine derartige Konstruktion ging jedoch nie in Nutzung durch die Truppe.

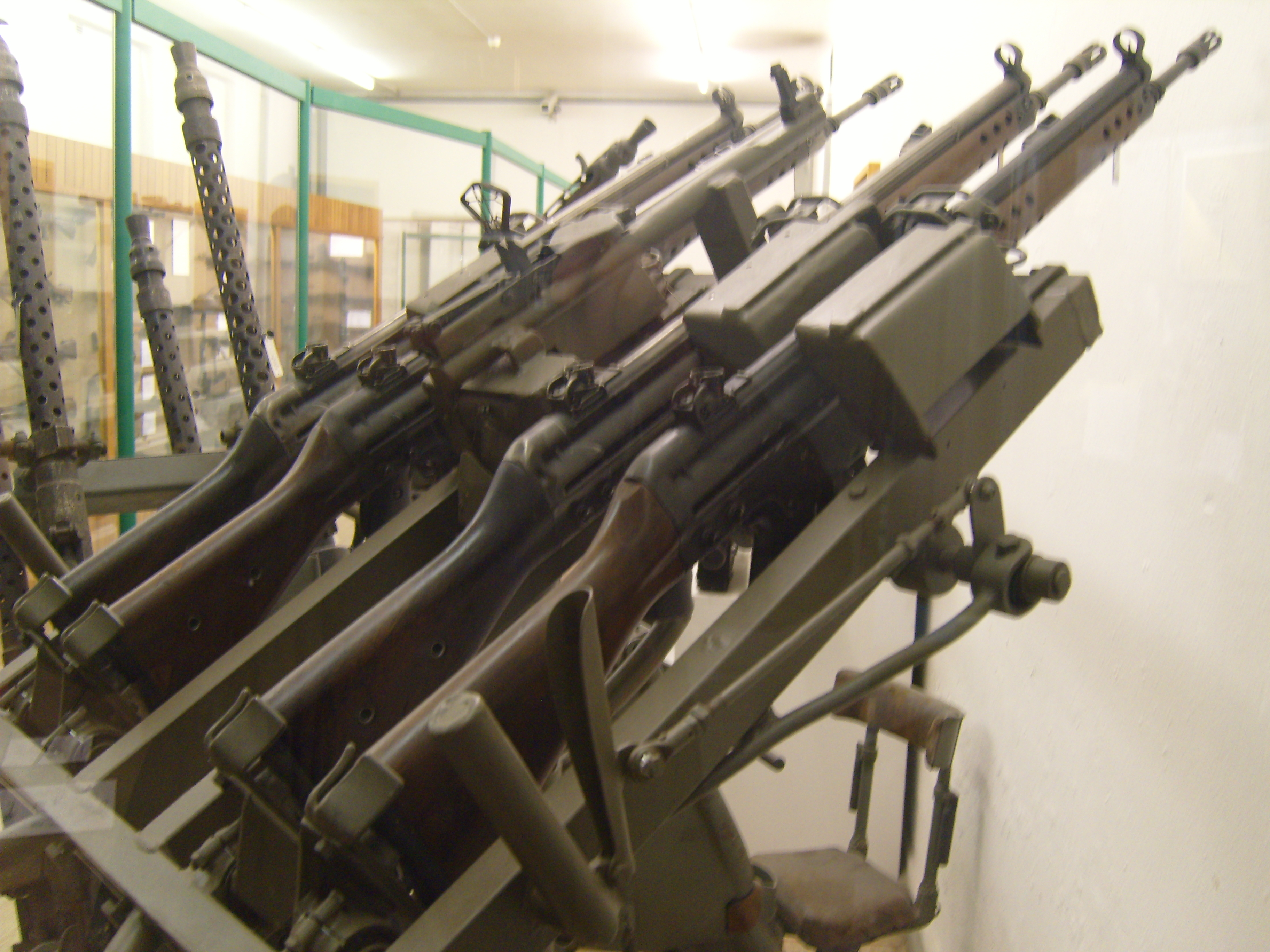
Experimentalkonstruktion G3 zur Fliegerabwehr in der Wehrtechnischen Studiensammlung Koblenz